# Cameron Alborzian
Cameron Alborzian (Teherán, Irán, 26 de febrero de 1967), también conocido como Yogi Cameron, es un antiguo supermodelo de nacionalidad británico-iraní. Ejerce en la actualidad como terapeuta Ayurveda y escritor. Cameron obtuvo una trayectoria de gran éxito en la industria de la moda, viajando por todo el mundo para figurar tanto en eventos de publicidad como de pasarela, y trabajando para marcas como Guess, Levi's, Versace, Christian Dior, Valentino, Chanel, Gucci, Jean-Paul Gaultier, Dolce & Gabbana, Karl Lagerfeld, Montana, John Galliano, Byblos o Yves Saint Laurent. 
Apareció también en los videoclips "Express Yourself" de Madonna y "Something About the Way You Look Tonight" de Elton John (este último junto a la modelo británica Kate Moss). A finales de los años 90 abandonó el modelaje para trabajar en cercanía con la gente como terapeuta Ayurveda.

## Primeros años
Alborzian nació en Teherán, Irán, de madre inglesa y padre iraní. A finales de 1978, sus padres le enviaron al extranjero para estudiar en una escuela inglesa como consecuencia de las crecientes protestas anti-shah en el país.
Asistió a varias escuelas internacionales en Inglaterra, y cursó un año de universidad antes de abandonar y mudarse a Londres. Poco después de su llegada, un representante de modelos le vio por la calle, le propuso entrar en el negocio de la moda y le dio su tarjeta. En consecuencia, varias semanas más tarde ya aparecía en un espectáculo de Jean-Paul Gaultier en París para empezar una fulgurante carrera en el mundo de la moda.

## Carrera

### Modelaje
Cameron empezó trabajando como modelo en las pasarelas de París en 1986 de la mano de Gaultier. Después continuó trabajando para otros diseñadores, como Dior y YSL. Más tarde conseguiría un contrato por tres temporadas en la campaña de Guess Jeans de 1988. Este trabajo le procuró mucha atención, incluida la de Madonna, quien en 1989 le escogió para ser su "ligue" en el vídeo musical del tema "Express Yourself." Apareció en el vídeo musical de Elton John de 1997 "Something About the Way You Look Tonight", protagonizado también por Kate Moss. Sus apariciones eran concurrentes en las pasarelas internacionales de todo el mundo, destacando las de Milán, París, Londres y Nueva York. Protagonizó diversas portadas para revistas de moda impresas, como la mítica portada en 1992 de la revista Vital (edición francesa) en donde posaba junto a otros tres supermodelos de la época: Greg Hansen, Werner Schreyer, y el malogrado Albert Delègue, aunque no se puede omitir que había más supermodelos masculinos dominando la industria. No obstante, el directorio online MAO, especializado en agencias de modelos de todo el mundo, afirma que Cameron fue el primer supermodelo masculino "de forma indiscutible", y que empezó su carrera en la agencia de modelos más antigua de Francia, City Models, fundada en París en el año 1978 por Louise Despointes.
En 1998 Cameron puso fin a su carrera de modelo uniéndose a sus compañeras las supermodelos Naomi Campbell, Christy Turlington y Kate Moss en una visita a Nelson Mandela en Sudáfrica. Esta visita tuvo como objetivo participar en un acto benéfico para la Fundación Mandela.

### Terapeuta ayurveda de yoga
Tras el fallecimiento de su amigo cercano y mentor en medicina natural, Alborzian asistió al programa de entrenamiento de profesorado Yoga Integral y Satchidananda Ashram en Nueva York, así como a un curso de maestros en reflexología en el Open Center de Nueva York.  Continuó sus estudios en Arsha Yoga Vidya Peetam Trust en Coimbatore, India en 2003.  En Arsha, estudia Ayurveda y yoga bajo Sri V. Vasudevan, quien estudió en el linaje de Brahmasri Poomulli Neelakantan Namboothiripad, Brahmasri Cherukalakapurath Krishnan Namboothiri, y el Yogi Narayanji Maharaj. Es vegetariano y defensor del ayuno.

## Vida personal
Estuvo casado con la cantante Jill Jones, quien fuera corista del artista musical Prince. Fruto de esta relación tuvieron a su hija Azusena, que nació en Nueva York y también es cantante. Posteriormente tuvo una relación de 9 años con la modelo española Almudena Fernández, que llegó a su fin en el año 2009.